# Лондон (Кентуккі)
Лондон (англ. London) — місто (англ. city) в США, в окрузі Лорел штату Кентуккі. Населення — 7572 особи (2020).

## Географія
Лондон розташований за координатами 37°7′14″ пн. ш. 84°4′52″ зх. д. / 37.12056° пн. ш. 84.08111° зх. д. (37.120674, -84.081179).  За даними Бюро перепису населення США в 2010 році місто мало площу 26,76 км², з яких 26,67 км² — суходіл та 0,10 км² — водойми.

### Клімат
| Клімат : Лондон         | Клімат : Лондон | Клімат : Лондон | Клімат : Лондон | Клімат : Лондон | Клімат : Лондон | Клімат : Лондон | Клімат : Лондон | Клімат : Лондон | Клімат : Лондон | Клімат : Лондон | Клімат : Лондон | Клімат : Лондон | Клімат : Лондон |
| Показник                | Січ.            | Лют.            | Бер.            | Квіт.           | Трав.           | Черв.           | Лип.            | Серп.           | Вер.            | Жовт.           | Лист.           | Груд.           | Рік             |
| Абсолютний максимум, °C | 23,3            | 27,2            | 30,6            | 32,2            | 32,8            | 40,6            | 38,3            | 38,9            | 36,1            | 33,3            | 27,8            | 25,6            | 40,6            |
| Середній максимум, °C   | 7,1             | 9,8             | 14,8            | 20,3            | 24,6            | 28,6            | 30,2            | 29,8            | 26,4            | 20,8            | 14,7            | 8,7             | 19,7            |
| Середня температура, °C | 2,0             | 4,2             | 8,6             | 13,6            | 18,2            | 22,7            | 24,6            | 24,0            | 20,2            | 14,1            | 8,7             | 3,6             | 13,7            |
| Середній мінімум, °C    | −3,1            | −1,4            | 2,3             | 6,9             | 11,8            | 16,7            | 19,0            | 18,2            | 13,8            | 7,3             | 2,6             | −1,4            | 7,7             |
| Абсолютний мінімум, °C  | −31,7           | −23,9           | −24,4           | −7,2            | −2,2            | 1,1             | 7,2             | 6,7             | 0,0             | −7,8            | −16,7           | −27,2           | −31,7           |
| Норма опадів, мм        | 91              | 94              | 100             | 101             | 125             | 105             | 103             | 89              | 85              | 76              | 99              | 109             | 1177            |
| Днів з опадами          | 11,1            | 11,6            | 12,8            | 12,1            | 13,4            | 11,2            | 12,1            | 9,0             | 8,2             | 8,5             | 10,4            | 11,6            | 132,0           |
| Днів зі снігом          | 2,5             | 1,8             | 0,5             | 0,3             | 0               | 0               | 0               | 0               | 0               | 0               | 0,1             | 0,9             | 6,1             |
| ----------------------- | --------------- | --------------- | --------------- | --------------- | --------------- | --------------- | --------------- | --------------- | --------------- | --------------- | --------------- | --------------- | --------------- |
| Джерело: NOAA           |                 |                 |                 |                 |                 |                 |                 |                 |                 |                 |                 |                 |                 |

## Демографія
Згідно з переписом 2010 року, у місті мешкали 7993 особи в 3330 домогосподарствах у складі 2021 родини. Густота населення становила 299 осіб/км².  Було 3666 помешкань (137/км²).
Расовий склад населення:
| - 94,9 % — білих - 1,7 % — чорних або афроамериканців - 0,6 % — азіатів - 0,2 % — корінних американців - 1,1 % — осіб інших рас |

До двох чи більше рас належало 1,5 %. Частка іспаномовних становила 2,4 % від усіх жителів.
За віковим діапазоном населення розподілялося таким чином: 21,9 % — особи молодші 18 років, 61,5 % — особи у віці 18—64 років, 16,6 % — особи у віці 65 років та старші. Медіана віку мешканця становила 38,1 року. На 100 осіб жіночої статі у місті припадало 89,9 чоловіків;  на 100 жінок у віці від 18 років та старших — 84,6 чоловіків також старших 18 років.
Середній дохід на одне домашнє господарство  становив 42 154 долари США (медіана — 31 178), а середній дохід на одну сім'ю — 52 991 долар (медіана — 41 154). Медіана доходів становила 33 364 долари для чоловіків та 25 426 доларів для жінок. За межею бідності перебувало 27,5 % осіб, у тому числі 39,2 % дітей у віці до 18 років та 14,0 % осіб у віці 65 років та старших.
Цивільне працевлаштоване населення становило 3249 осіб. Основні галузі зайнятості: освіта, охорона здоров'я та соціальна допомога — 17,3 %, виробництво — 15,4 %, мистецтво, розваги та відпочинок — 12,6 %, науковці, спеціалісти, менеджери — 11,9 %.